# Зеленов, Виктор Матвеевич
Виктор Матвеевич Зеленов (1937—1996) — советский, российский дипломат. Чрезвычайный и полномочный посол (1991).

## Биография
Окончил Горьковский институт инженеров водного транспорта (1961) и Дипломатическую академию МИД СССР (1976). Кандидат экономических наук. На дипломатической работе с 1976 года.
- В 1977—1978 годах — первый секретарь Посольства СССР в Индии.
- В 1978—1983 годах — советник Посольства СССР в Пакистане.
- В 1984—1987 годах — генеральный консул СССР в Карачи (Пакистан).
- В 1988—1991 годах — начальник Консульского управления МИД СССР.
- С 18 октября 1991 года по 1996 год — чрезвычайный и полномочный посол СССР, затем России в Гвинее-Бисау[1].

## Дипломатический ранг
Чрезвычайный и полномочный посол (18 октября 1991).

## Семья
Сын — с 2015 года старший советник (заведующий консульским отделом) Посольства РФ в Финляндии Александр Викторович Зеленов.
Внук — спортивный журналист, с 2021 года руководитель пресс-службы футбольного клуба «Спартак-Москва» Дмитрий Александрович Зеленов .